# Laurent Soucie
Laurent Soucie – amerykański zapaśnik walczący w stylu wolnym. Zajął szóste miejsce na mistrzostwach świata w 1979 i odpadł w eliminacjach w 1977.
Drugi w Pucharze Świata w 1978 roku. Zawodnik University of Wisconsin-Madison, trener.